# 安田益太郎
安田 益太郎（やすだ ますたろう、1857年5月5日（安政4年4月12日）- 1916年（大正5年）8月19日）は、明治期の地主、酒造業、農業経営者、政治家。衆議院議員、京都府紀伊郡吉祥院村長。

## 経歴
山城国紀伊郡吉祥院村（京都府紀伊郡吉祥院村字吉祥院、京都市下京区を経て現:京都市南区）で、地主・安田源右衛門の長男として生まれる。伏見の儒者・奥野精一の家塾に入り漢学を修めた。
安田家の家産が減じていたので1873年（明治6年）ころから酒造業を経営し銘柄「鳳寿」の名で知られた。また、新田の開発、桑園の新設、茶業の振興に尽力。紀伊郡農会幹事長となり、京都府農会の設立にも尽くした。
自由民権運動に加わり、1887年（明治20年）三大事件建白運動に参加し、同年11月、府下の有志と連名で元老院に建白書を提出した。自由党に入党し、同党京都支部の幹部となる。1887年10月、補欠選挙で京都府会議員に選出され1889年（明治22年）7月まで在任。同年5月、町村制施行による吉祥院村の成立に伴い初代村長に就任。1894年（明治27年）3月、第3回衆議院議員総選挙（京都府第3区、自由党）で初当選し、同年9月の第4回総選挙（京都府第3区、1894年9月、立憲改進党）でも再選され、衆議院議員に連続2期在任した。
その後、立憲政友会に所属し、政友倶楽部、中正会に属した。吉祥院村（1期）、紀伊郡会議員（2期）を務め、第16師団の誘致などに尽くした。1912年（明治45年）春、洛西電気軌道会社の発起人となり、同年9月、田中祐四郎、川崎安之助らと桂川採砂会社を設立し専務取締役に就任した。